# Idiops kanonganus
Idiops kanonganus là một loài nhện trong họ Idiopidae.
Loài này thuộc chi Idiops. Idiops kanonganus được Carl Friedrich Roewer miêu tả năm 1953.